# Wanted – A Master
Wanted – A Master ist ein US-amerikanischer Kurzfilm aus der Reihe der Pete Smith Specialties, der 1936 veröffentlicht wurde.

## Handlung
Ein herrenloser Hund bekommt mit, dass die Behörde alle streunenden Hunde um drei Uhr nachmittags töten will. Für den Hund ist das nun eine Frage von Leben und Tod, also macht er sich auf die Suche nach einem Herrchen. Er versucht, durch Kunststückchen die Leute zu beeindrucken.

## Auszeichnungen
1937 wurde der Film in der Kategorie Bester Kurzfilm (eine Filmrolle) für den Oscar nominiert.

## Hintergrund
Uraufgeführt wurde die Produktion von MGM am 26. Dezember 1936.
Produzent Pete Smith war Erzähler und Sprecher des Hundes.